# Francisco Xavier Garcia
Francisco Xavier Garcia (? — ?) foi um político brasileiro.
Foi presidente da província do Rio Grande do Norte, de 7 de fevereiro a 18 de março de 1822.